# Serrat de la Madrona
El Serrat de la Madrona és una muntanya de 682 metres que es troba al municipi de Puig-reig, a la comarca catalana del Berguedà.
Al cim podem trobar-hi un vèrtex geodèsic (referència 281097001).
Aquest cim està inclòs al llistat dels 100 cims de la FEEC

## Fotografies

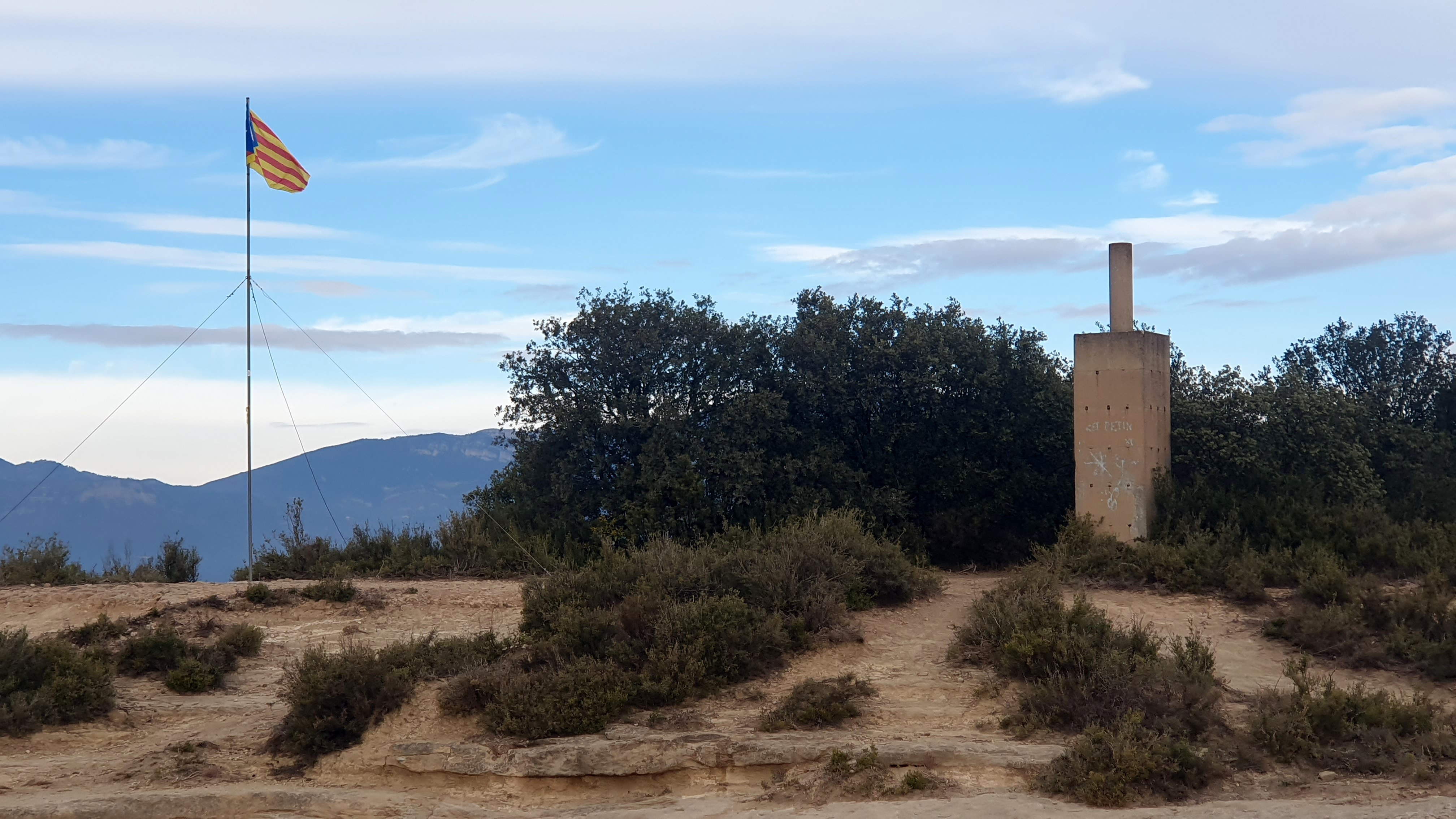
Vèrtex i senyera des del sud
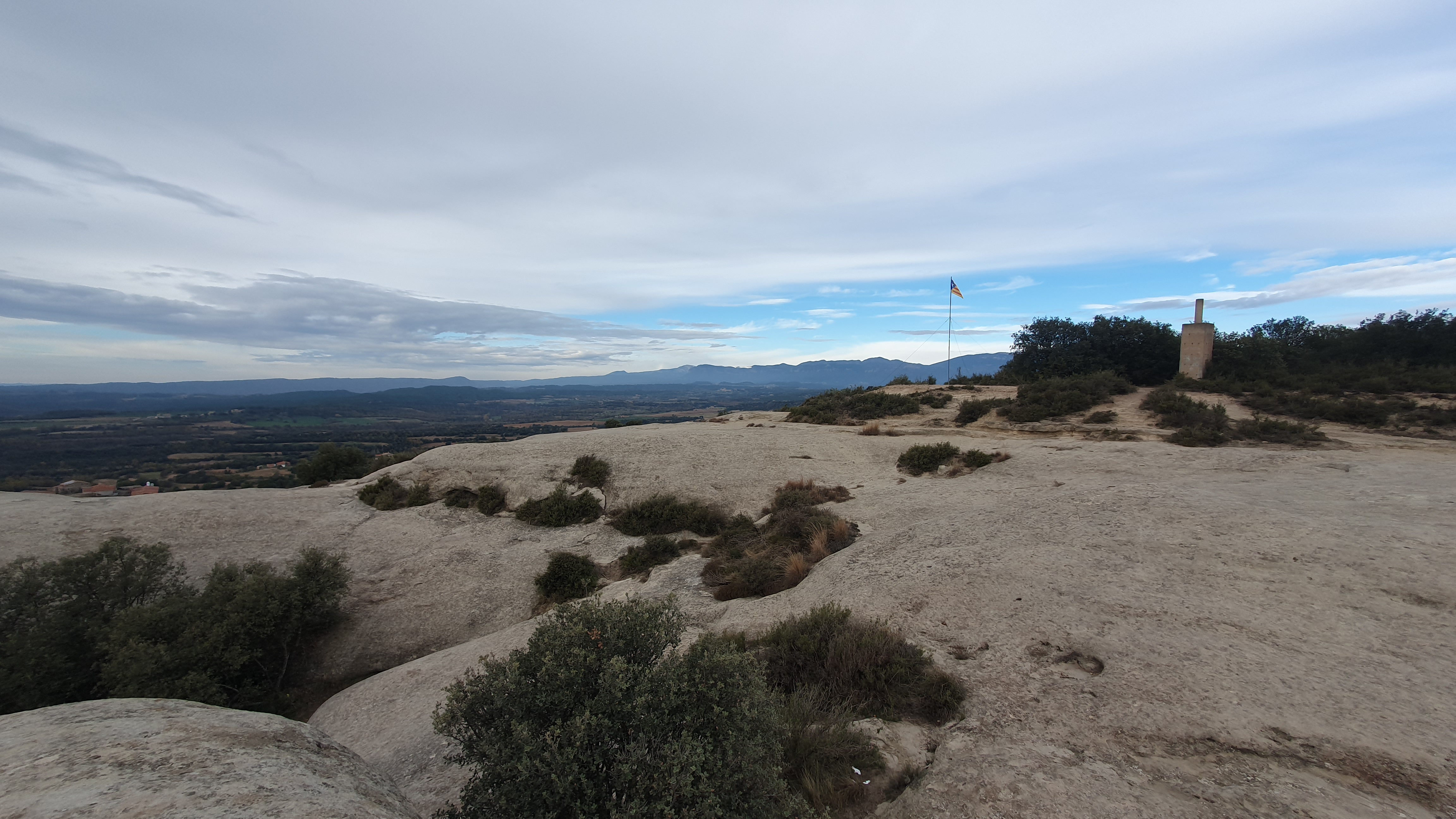
Vèrtex i senyera des de Roca Madrona
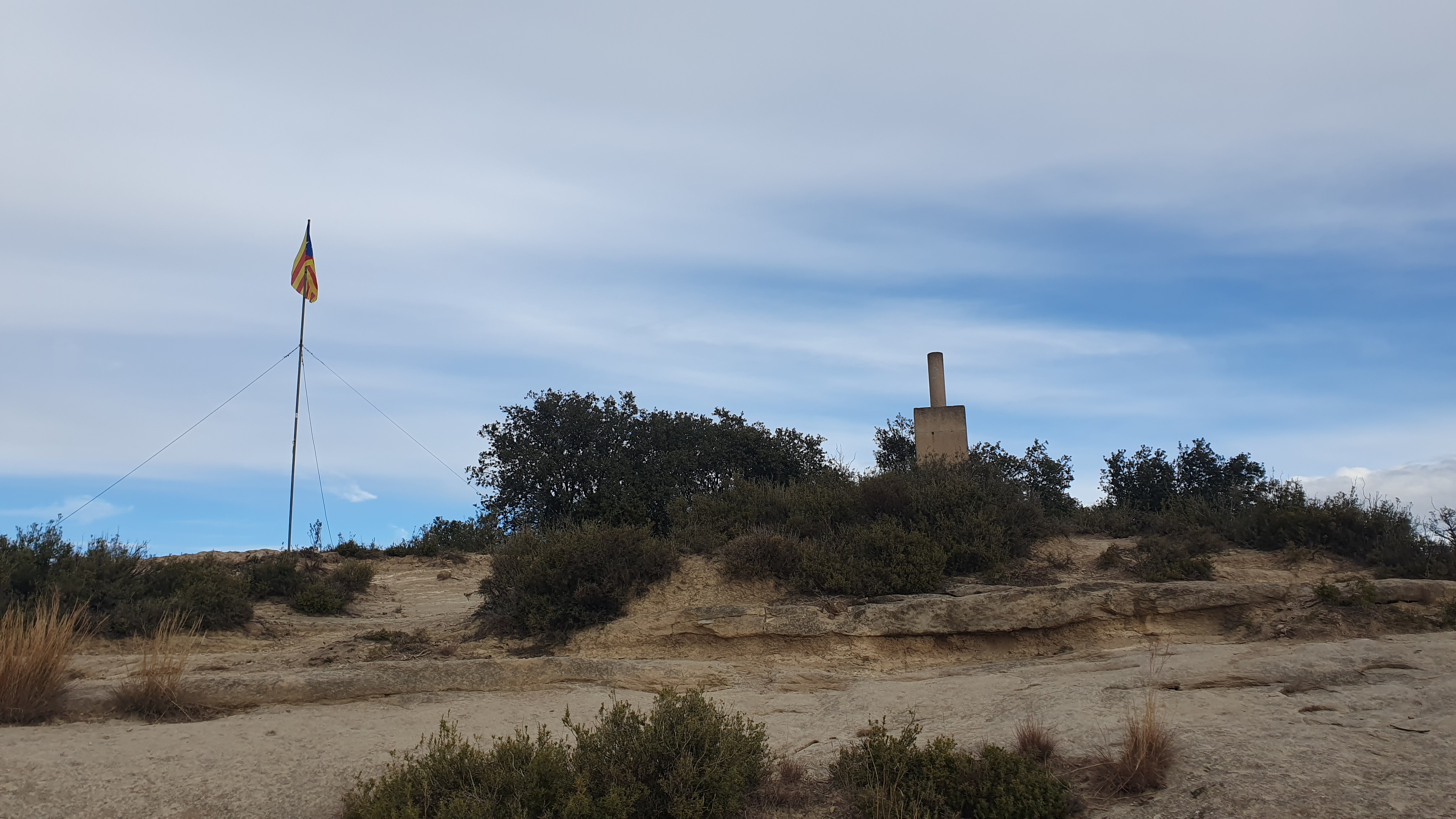
Vèrtex i senyera
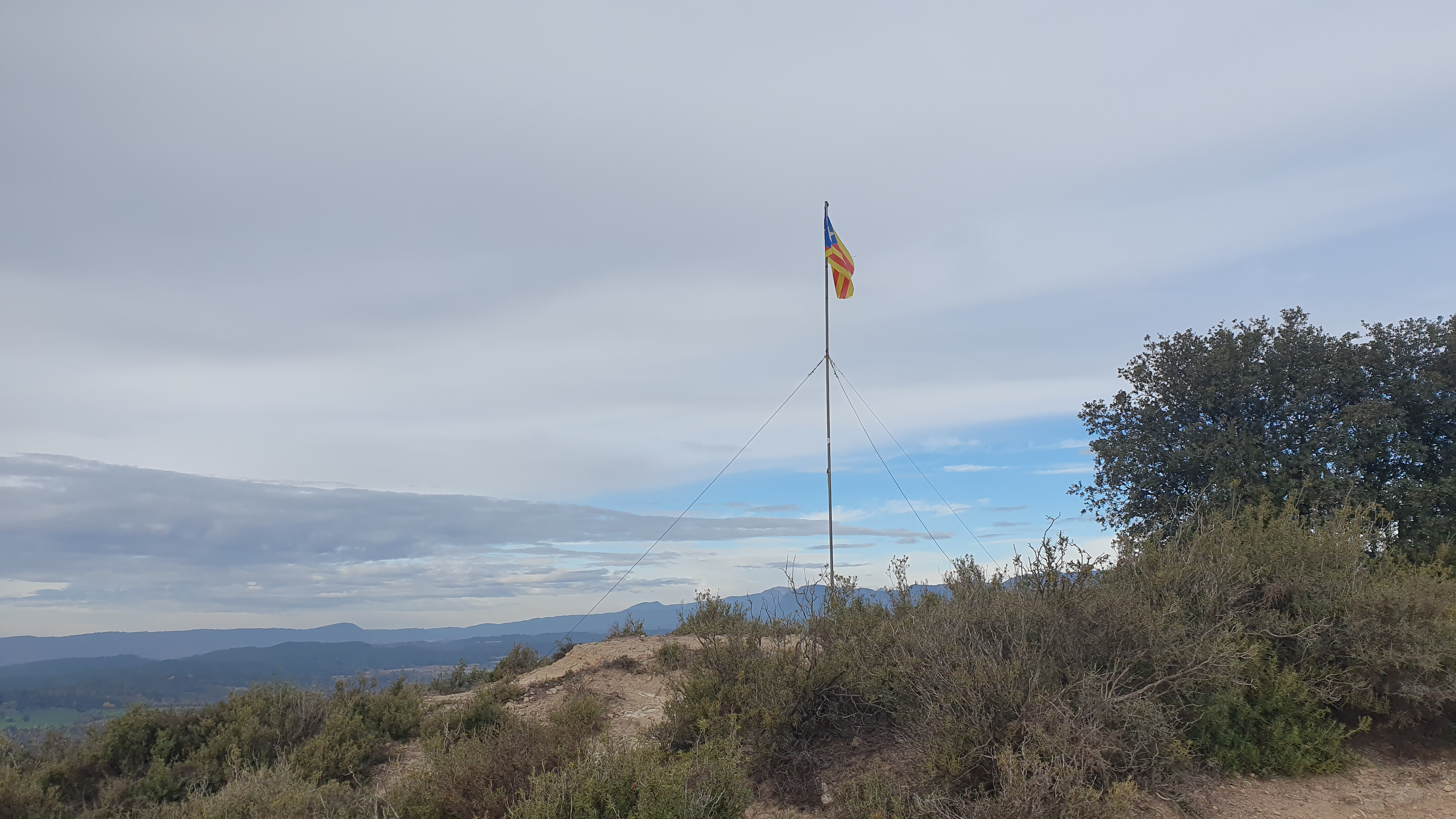
Senyera
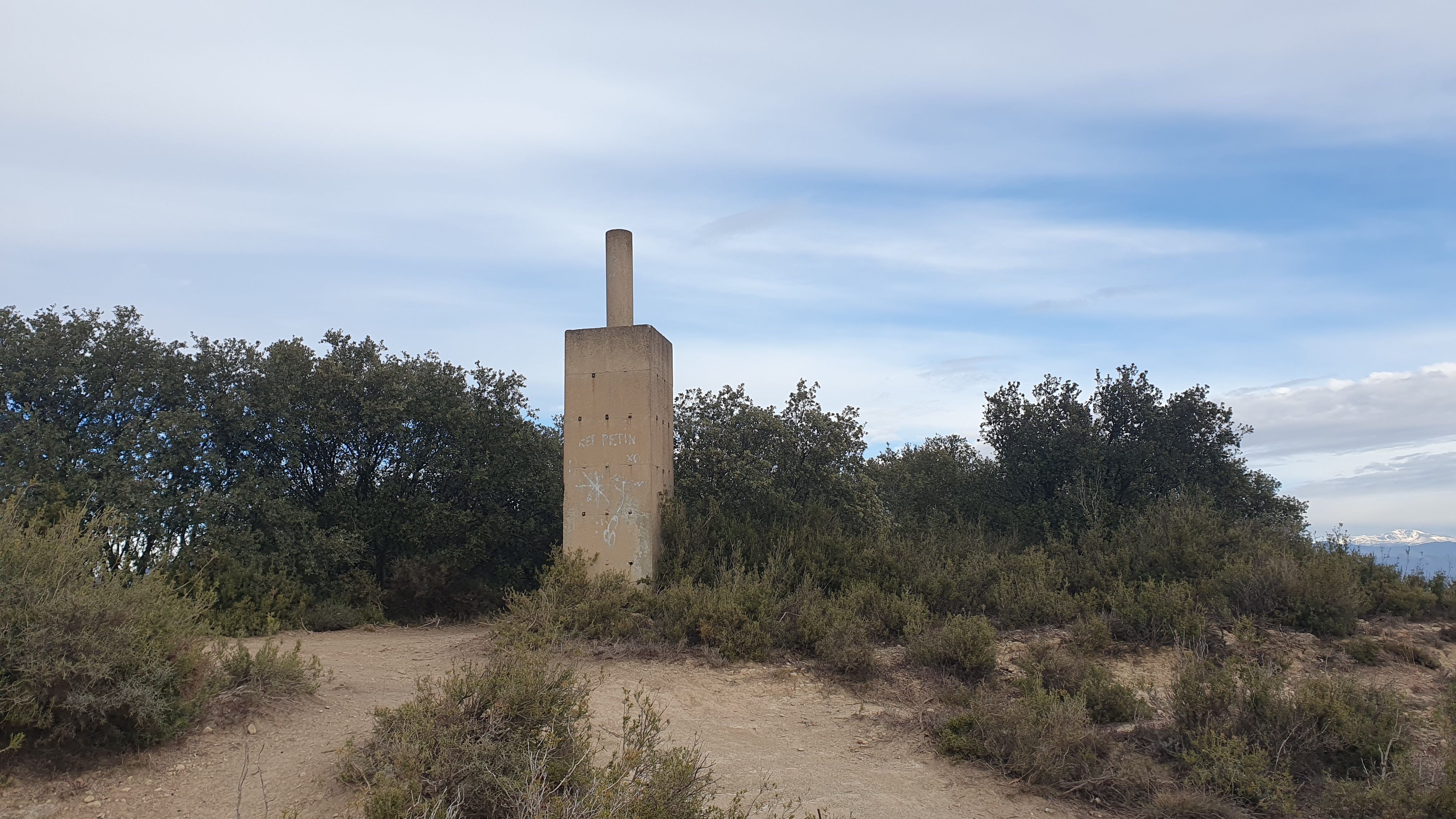
Vèrtex